# Эль-Махалла-эль-Кубра
Эль-Маха́лла-эль-Ку́бра (араб. المحلة الكبرى‎, «большое место»; копт. ϯϣⲁⲓⲣⲓ) — город на севере Египта, в центре дельты Нила, крупный центр провинции Эль-Гарбийя.

## История
Город известен со времен фараонов и был известен грекам под названием Дидосия, что означает «конопля» или «пенька», а египтянам как Дишайри (копт. ϯϣⲁⲓⲣⲓ), что значит "резиденция". Город был культурным центром вплоть до коптской и римской эпохи. До завоевания арабами Египта имел значение как центр производства тканей и одежды. После завоевания арабами получил своё нынешнее название. В 1320 г. город стал центром Западного региона, который включал в себя современную провинцию Кафр Эль-Шейх и некоторые области провинции Ад-Дакахлия.

## Население
Второй по значению и первый по населению город в провинции Аль-Гарбия. Население составляет по ценке 2008 года 450 833 человек, население района — 1000,2 тыс. человек (2001). Большая часть населения работает в текстильной промышленности. Также значительная часть населения занята в сфере торговли и образования.

## Образование
Помимо множества начальных школ, в городе имеется около 6 средних школ и 5 училищ. Два телевизионных канала: общий шестой канал для Дельты и местный канал.

## Транспорт, промышленность
Железнодорожная станция, узел автодорог. Аэропорт. Крупный центр прядильной и текстильной (главным образом хлопчатобумажной) промышленности.
Телефонный код — 2043. Разница времени (с Москвой) −1 ч.